# Michelle Kelly
Michelle Kelly (ur. 7 listopada 1974 w Calgary) – kanadyjska skeletonistka, trzykrotna medalistka mistrzostw świata oraz zdobywczyni Pucharu Świata.

## Kariera
Pierwszy sukces w karierze osiągnęła 12 grudnia 1996 roku w Schönau am Königssee, gdzie zajęła trzecie miejsce w pierwszych w historii zawodach Pucharu Świata kobiet. Wyprzedziły ją tam jedynie jej rodaczka Mellisa Hollingsworth oraz Niemka Steffi Hanzlik. W kolejnych latach Kanadyjka wielokrotnie stawała na podium zawodów tego cyklu, najlepsze wyniki osiągając w sezonie 2002/2003, kiedy to zwyciężyła w klasyfikacji generalnej. Była ponadto druga w sezonach 1996/1997 i 2007/2008, a w sezonach 1999/2000, 2003/2004 i 2006/2007 zajmowała trzecie miejsce.
W 2003 roku zdobyła złoty medal na mistrzostwach świata w Nagano, wyprzedzając Rosjankę Jekatierinę Mironową i Tristan Gale z USA. Kolejny medal zdobyła podczas rozgrywanych dwa lata później mistrzostw świata w Calgary, gdzie zajęła trzecie miejsce za Mayą Pedersen-Bieri ze Szwajcarii i Noelle Pikus-Pace z USA. Zdobyła także srebro w zawodach drużynowych na mistrzostwach świata w Altenbergu w 2008 roku. W 2002 roku wystartowała na igrzyskach olimpijskich w Salt Lake City, zajmując dziesiątą pozycję. Brała także udział w igrzyskach w Vancouver w 2010 roku, gdzie była trzynasta.